# A Júdás-ügy
A Júdás-ügy (Der Fall Judas) Walter Jens német író 1975-ben megjelent regénye, mely magyarul 2003-ban jelent meg Kerényi Gábor fordításában.
A regény egy fiktív tudósítás stílusában íródott. Tárgya az az egyházi per, amelyben kezdeményezik Júdás boldoggá avatását.
A regény egyszerre mutatja be a római katolikus egyház ügymenetét és az egyes teológiai nézőpontok ütköztetésének módjait.

## Magyarul
- A Júdás-ügy; ford., szójegyzék Kerényi Gábor; Ulpius-ház, Bp., 2003